# Siebe Henstra
Siebe Henstra   (Oosterbeek, 1958) és un clavecinista, clavicordista i organista holandès.
Des de 1988 és professor de clavecí al Conservatori d'Utrecht i des 2017 al Conservatori Reial de La Haia, on entre altres alumnes ha tingut la catalana Sara Parés Masdevall. I des de 1992 és intèrpret i membre de la Societat Holandesa de Bach.
Quan tenia 16 anys, Siebe Henstra construir el seu primer clavecí, que li va proporcionar una millor pràctica que el petit instrument de fàbrica (Wittmayer) que havia tocat fins llavors. Posteriorment, va viatjar a Amsterdam per estudiar sota la guia de Ton Koopman i Gustav Leonhardt al Conservatori d'Amsterdam. Va ser guardonat en les competicions de clavecí d'Edimburg (1982) i Amsterdam (1987).
Va treballar en molts grups de música de cambra i orquestres de cambra, inclosa l'Orquestra de segle xviii, Les Buffardins, Leonhardt Consort, La Petite Bande, Ricercar Consort i "Royal Concertgebouw Orchestra". Al "Nederlandse Bachvereniging" treballa permanentment com clavecinista i organista. Forma un duo amb la violoncel·lista Lucia Swarts. Forma part d'un duo amb Menno van Delft anomenat "Der prvende Doppelschlag", en què toquen junts el clavecí, el clavicordi i l'òrgan. Henstra va participar en moltes produccions discogràfiques, ràdio i televisió i òpera, dirigides per Gustav Leonhardt, Frans Brüggen i Jos van Veldhoven